# El camionero
El camionero es una telenovela chilena de comedia romántica creada por Vicente Sabatini. Se estrenó por la cadena pública Televisión Nacional de Chile el 15 de agosto de 2016, y concluyó el 14 de marzo de 2017. Protagonizada por Marcelo Alonso y María Elena Swett, y cuenta con el rol antagónico de Pablo Cerda.

## Sinopsis
La vida de Antonio experimenta una transformación radical al recibir una carta que revela la existencia de una hija que fue dada en adopción sin que él lo supiera. Este inesperado descubrimiento lo confronta con un pasado oculto y lo obliga a enfrentar la realidad de su paternidad desconocida.  
A medida que Antonio intenta establecer una relación con su hija biológica, se ve envuelto en un intrincado triángulo emocional: el secreto de su paternidad, la creciente atracción que siente por la madre adoptiva de la niña, y los desafíos que surgen de la complicada situación familiar de ella, que está atrapada en un matrimonio en crisis. 

## Reparto
Una lista completa del reparto confirmado se publicó a través de Televisión Nacional de Chile el 15 de agosto de 2016.

### Principales
- Marcelo Alonso como Antonio Flores[7]
- María Elena Swett como Emma Kaulen[8]
- Pablo Cerda como Genaro Echeverría[9]
- Juan Falcón como Víctor Sanhueza
- Carolina Arregui como Vilma Flores.[10]
- Bastián Bodenhöfer como Felipe Cienfuegos[10]
- Luis Alarcón como Emeterio Pérez[11]
- Héctor Morales como Leonardo Flores
- Angie Jibaja como Úrsula Porras[12]
- Felipe Braun como Cristóbal Berenguer
- María José Prieto como Denise Cienfuegos
- Matías Assler como Sebastián Cienfuegos
- Denise Rosenthal como Marcela Flores
- Belén Soto como Alejandra Sanhueza
- Raimundo Alcalde como Pablo Kaulen
- Nicole Block como Noemí Cárdenas
- Magdalena Urra como Amparo Echeverría
- Vicente Ortiz como Jorge Sanhueza

### Recurrentes e invitados especiales
- Alejandra Fosalba como Claudia Ortúzar[13]
- Mateo Iribarren como Ernesto Martínez
- Luz Valdivieso como Katia Espinoza
- Amparo Noguera como Rosa Espinoza
- Alejandro Trejo como Hugo
- Adela Calderón como Silvana
- Claudia Hidalgo como Nela
- María José Quintanilla como Carmencita[14]

## Producción

### Creación
En 2015, el directorio de Televisión Nacional de Chile aprobó el proyecto Camioneros de Vicente Sabatini. Sabatini, quien desempeñaba el rol de productor ejecutivo general del Área Dramática, presentó inicialmente el proyecto con el objetivo de desarrollar una teleserie para el horario diurno. No obstante, debido a la cancelación de varios proyectos anteriores por parte de Eugenio García, director de programación del canal estatal, la estrategia de emisión de la telenovela fue replanteada para el horario vespertino. El guion estuvo a cargo de Carlos Galofré, con la colaboración de Rodrigo Ossandón, Jaime Morales, Iván Salas-Moya y Jimena Oto. Durante el proceso de redacción de los primeros episodios, García intervino y ordenó una reescritura significativa de los diálogos debido a discrepancias con la visión de Sabatini. Según Sabatini, “experimenté conflictos con la entrega inicial de los episodios y solicité correcciones, lo cual también generó tensiones con Eugenio, quien no revisa personalmente los capítulos. Solicité que considerara mi perspectiva, ya que estaba convencido de que estábamos asumiendo riesgos similares a los de Matriarcas. Sabatini le designó la producción ejecutiva a Verónica Saquel, quien logró convocar a gran parte del elenco de actores y el desarrollo de preproducción.
El 15 de febrero de 2016, Vicente Sabatini fue abruptamente destituido de su cargo por Eugenio García, bajo el pretexto de una reestructuración organizacional y la supresión de su cargo al interior del Área Dramática. Este despido provocó una considerable controversia, generando una oleada de reacciones en portales de espectáculos, foros especializados en televisión y redes sociales como Facebook y Twitter, donde el tema alcanzó el estatus de Trending Topic. Los actores Francisco Reyes, Coca Guazzini y Luis Alarcón criticaron públicamente la decisión de García. El 25 de febrero del mismo año, Saquel renuncia a la compañía estatal por su disconformidad en el proceso de limitaciones a su cargo. Mauricio Campos fue nombrado como nuevo productor ejecutivo de la telenovela, tomando el relevo de Saquel. Bajo la supervisión de Julio Rojas, el guion de la telenovela fue sometido a una nueva serie de modificaciones, impulsadas por las directrices de Eugenio García, lo que evidenció una reorientación estratégica en la producción.

### Selección del reparto
La actriz María Elena Swett renovó contrato con la cadena estatal bajo un exclusivo contrato realizado por Vicente Sabatini y así deshizo una negociación de contrato para unirse al Área Dramática de Mega. El 27 de enero del 2016, se oficializó a Marcelo Alonso para el papel principal. Posteriormente, durante la emisión del Festival del Huaso de Olmué se confirma a Carolina Arregui, Juan Falcón, Felipe Braun, Héctor Morales, Denise Rosenthal, Matías Assler y Belén Soto. El 9 de febrero, se oficializa la incorporación de la actriz y modelo peruana, Angie Jibaja. El 13 de febrero, se confirma la participación del primer actor Luis Alarcón. También se integra el actor Bastián Bodenhöfer. La actriz Luz Valdivieso deserta del proyecto por encontrarse embarazada, y su papel le es asignado a María José Prieto. La telenovela marca el reencuentro televisivo de Swett y Braun tras su escandaloso quiebre matrimonial en 2010. En mayo de 2016, se hizo oficial la renuncia de Felipe Braun a su personaje por "compartir escenas románticas con su exmujer María Elena Swett". A su reemplazo, la producción anunció la contratación Pablo Cerda.

## Recepción
| Horario               | # Eps. | Estreno              | Estreno         | Final               | Final           | Posición  | Temporada | Promedio Final |
| Horario               | # Eps. | Data                 | Primer capítulo | Data                | Último capítulo | Audiencia | Temporada | Promedio Final |
| --------------------- | ------ | -------------------- | --------------- | ------------------- | --------------- | --------- | --------- | -------------- |
| lunes a viernes 20:00 | 149    | 15 de agosto de 2016 | 9,4             | 14 de marzo de 2017 | 14,9            | 2         | 2016-2017 | 10,1           |

## Premios y nominaciones
| 2016 | Copihue de Oro          |                         |                         |          |
| 2016 | Copihue de Oro          | Mejor serie o teleserie | Mejor serie o teleserie | Nominada |
| 2016 | Copihue de Oro          | Mejor actriz            | María Elena Swett       | Ganadora |
| 2016 | Copihue de Oro          | Mejor actor             | Marcelo Alonso          | Nominado |
| 2017 | Premios Caleuche        |                         |                         |          |
| 2017 | Premios Caleuche        | Mejor actor protagónico | Marcelo Alonso          | Nominado |
| 2017 | Copihue de Oro          |                         |                         |          |
| 2017 | Mejor serie o teleserie | Mejor serie o teleserie | Nominada                |          |

## Versiones
- 2022: Mi camino es amarte: adaptación mexicana producida por Nicandro Díaz para TelevisaUnivision.[31]